# Padang Tarok
Padang Tarok is een bestuurslaag in het regentschap Sijunjung van de provincie West-Sumatra, Indonesië. Padang Tarok telt 1188 inwoners (volkstelling 2010).